# Kirchberg an der Jagst
Kirchberg an der Jagst är en stad i Landkreis Schwäbisch Hall i regionen Heilbronn-Franken i Regierungsbezirk Stuttgart i förbundslandet Baden-Württemberg i Tyskland. De tidigare kommunerna Gaggstatt och Hornberg nach Kirchberg uppgick i Kirchberg an der Jagst 1 mars 1972.
Kommunen ingår i kommunalförbundet Brettach-Jagstl tillsammans med kommunerna Rot am See och Wallhausen.